# La Course du lièvre à travers les champs
La Course du lièvre à travers les champs is een Franse misdaadfilm uit 1972 onder regie van René Clément. Destijds werd de film uitgebracht onder de titel Drijfjacht.

## Verhaal
Een jonge Tony stort met zijn vliegtuig neer in een zigeunerkamp. Daarbij komen enkele kinderen om het leven. Hij moet op de vlucht slaan voor de zigeuners, die op wraak uit zijn. Hij sluit zich aan bij een misdaadbende in Canada en begint een verhouding met een van de vrouwelijke leden.

## Rolverdeling
| Acteur                 | Personage      |
| ---------------------- | -------------- |
| Jean-Louis Trintignant | Tony           |
| Robert Ryan            | Charley        |
| Lea Massari            | Sugar          |
| Aldo Ray               | Mattone        |
| Jean Gaven             | Rizzio         |
| Tisa Farrow            | Pepper         |
| Nadine Nabokov         | Majorette      |
| André Lawrence         | Zigeunerleider |
| Don Arrès              | Mastragos      |
| Louis Aubert           | Renner         |